# ران میل
ران مِیل (انگلیسی: Ron Mael؛ زادهٔ ۱۲ اوت ۱۹۴۵) موسیقی‌دان و کیبوردنواز اهل ایالات متحده آمریکا است.
وی از سال ۱۹۶۸ میلادی تاکنون مشغول فعالیت بوده‌است و به همراه برادرش راسل، گروه اسپارکس را تشکیل دادند.